# جوزپه باتیستون
جوزپه باتیستون (ایتالیایی: Giuseppe Battiston؛ زادهٔ ۲۲ ژوئیهٔ ۱۹۶۸) یک هنرپیشه اهل ایتالیا است. 

## گزیدهٔ نقش‌آفرینی‌ها

### سینما
- آخرین پروسکو (۲۰۱۷)
- غریبه‌های تمام‌عیار (۲۰۱۶)
- نخستین بارش برف (۲۰۱۳)
- خبرهایی از محل حفاری (۲۰۱۰)
- بی‌خیالش (۲۰۰۷)
- ببر و برف (۲۰۰۵)

### تلویزیون
- بی‌خیالش (۲۰۰۹)

## جوایز
باتیستون در سال ۲۰۱۱ برنده جایزه انجمن ملی فیلم ایتالیا بهترین بازیگر نقش مکمل مرد شده است.